# Hoplocorypha picea
Hoplocorypha picea är en bönsyrseart som beskrevs av Giglio-tos 1916. Hoplocorypha picea ingår i släktet Hoplocorypha och familjen Thespidae. Inga underarter finns listade i Catalogue of Life.